# Can Sargantana
Can Sargantana és una masia de Vic (Osona) inclosa a l'Inventari del Patrimoni Arquitectònic de Catalunya.

## Descripció
Edifici civil. Masia de planta rectangular coberta a dues vessants i amb el carener paral·lel a la façana, orientada a ponent. Consta de planta baixa i dos pisos, en els quals s'hi distribueixen diverses finestres situades simètricament. Al segon pis i per la part de llevant s'hi obren uns porxos, amb l'única protecció d'un pilar sota el carener. Tota l'edificació es troba envoltada per dependències agrícoles.
Els murs són construïts amb margues blaves unides amb morter de calç i les obertures estan emmarcades per uns carreus arrebossats. Alguns sectors són de totxo. L'estat de conservació és bo, ja que es troba habitada.

## Història
No es té cap dada constructiva ni documental que permeti datar l'edificació de la casa, però pels materials i característiques de l'edificació es pot dir que es tracta d'una construcció relativament recent.